# Tommaso Raspino
Tommaso Raspino (Vercelli, 11 aprile 1989) è un cestista italiano, ala.

## Carriera
Nato a Vercelli, cresce nel settore giovanile della Pall. Biella e con la squadra piemontese fa il suo esordio in Serie A. Dal 2009 al 2012 viene girato in prestito alla Pall. Pavia in Legadue e poi alla Pall. Trieste e alla Fulgor Omegna in A Dilettanti. Nel 2012 torna a Biella in Serie A dove però arriva la retrocessione in DNA Gold. Nella stagione successiva, sempre in Piemonte, è il capitano della formazione biellese, disputa il secondo campionato nazionale e vince la Coppa Italia LNP. Nel 2014 torna nella massima serie con la V.L. Pesaro mentre nell’annata successiva scende in A2 con la maglia del Basket Ferentino dove segna 7.7 punti, cattura 3.6 rimbalzi e distribuisce 1.9 assist in 27.6 minuti. Successivamente passa alla U.C.C. Piacenza, sempre in A2 e chiude con 10.8 punti, 4.4 rimbalzi e 2.7 assist in 29.6 minuti di media sul parquet e poi a Amici Pall. Udinese, e mette a referto 7.0 punti, 3.2 rimbalzi e 2.4 assist nei 27.3 minuti di media in campo.
Dopo le esperienze sempre in cadetteria alla Pall. Mantovana, Urania Milano e Stella Azzurra svolge il ritiro precampionato della stagione 2022-2023 con la Dinamo Sassari e il 22 settembre 2022 viene tesserato ufficialmente dai sardi ritornando così in massima serie. 